# سعود العتيبي (لاعب كرة قدم)
سعود ضيف الله العتيبي لاعب كرة قدم سعودي ويلعب كلاعب وسط.

## مسيرة اللاعب
لعب في نادي الأرطاوي ونادي الدرع.